# اوک هیل (شهرستان آلبیمارل، ویرجینیا)
اوک هیل (به انگلیسی: Oak Hill) یک منطقهٔ مسکونی در ایالات متحده آمریکا است که در شهرستان البمارل، ویرجینیا واقع شده‌است.